# Gilgel Abay
Gilgel Abay (ግልገል አባይ, Gǝlgäl Abbay) je rijeka u središnjoj Etiopiji. Izvire u planinama Gojjam, teče prema sjeveru i prazni se u jugozapadni dio jezero Tana. Veće pritoke Gilgel Abbay su Ashar, Jamma, Kelti i Koger. Dugo se smatrao pravim izvorom Nila, a isusovački svećenik Pedro Paez posjetio je rijeku 1618. Ime Gilgel Abbay znači Mali Nil, kao što je Abbay naziv za Plavi Nil.

## Osobine
To je vijugava rijeka, sa slijevom od 3887 km³. Blizu ušća je široka 71 metar, s nagibom od 0,7 metara po kilometru. Prosječni promjer materijala na dnu rijeke je 0,37 mm (pijesak).
Gilgel Abay izvire na sjevernim padinama planine Giš koja se uzdiže na jugu jezera jezera Tana u regiji Amhara na visini od 2600 m. Potom rijeka teče prema sjeveru i uvire u jezero Tana pored grada Bahir Dar.
Najveći su pritoci rijeke Gilgel Abay: Ašar, Jama, Kelti, i Koger.

## Transport taloga
Rijeka godišnje prenosi 22.185 tona taloga i 7,6 milijuna tona suspendiranog nanosa do jezera Tana.

## Daljnje čitanje
- S. Uhlenbrook, Y. Mohamed, and A. S. Gragne, "Analyzing catchment behavior through catchment modeling in the Gilgel Abay, Upper Blue Nile River Basin, Ethiopia." Hydrol. Earth Syst. Sci., 14, 2153–2165, 2010
- Hydrologic Impact of Land-Use Change in The Upper Gilgel Abay River Basin, Ethiopia; TOPMODEL http://www.itc.nl/library/papers_2010/msc/wrem/gumindoga.pdf